# Jonas Deichmann
Jonas Deichmann, född 15 april 1987 i Stuttgart, är en tysk äventyrare, författare och innehavare av flera världsrekord i cykling och uthållighet. Han har genomfört ett triathlon världen runt som motsvarar en sträcka på 120 långdistanstriathlon (cirka 456 km simning, 21 600 km cykling och 5 064 km löpning).
Under denna resa blev han internationellt känd som "den tyska Forrest Gump". Boken om hans resa „Das Limit bin nur ich“ ("Gränsen är bara jag") är en storsäljare. Före triathlonet världen runt satte han flera världsrekord i cykling bl.a. från Norge till Sydafrika, från Alaska till Argentina och över Eurasien.

## Duathlon genom USA
Under sommaren 2023 började Jonas Deichmann ett duathlon – cykling från New York till Los Angeles och löpning tillbaka till New York.

## Challenge 120
Under 2024 planerar Jonas att fullfölja 120 Ironman-distanser under 120 på varandra efterföljande dagar. Det innebär dagliga distanser på 3,8 km simning, 180 km cykling, och 42 km löpning. Totalt summeras det till 456 km simning, 21 600 km cykling och 5 063 km löpning.

## Filmografi
- 2021: Das Limit bin nur ich, Revir Film
- 2020: Cape to Cape,  Cycled Media